# 週六夜兒童機器
《週六夜兒童機器》（日语：サタデーナイトチャイルドマシーン，縮寫為SNCM）是一個由日本電視台以關東地區為範圍所播放的深夜綜藝節目。《週六夜兒童機器》是日本女子偶像團體AKB48的專屬節目之一，由福田雄一執導並編寫劇本。與其他AKB48的節目大都是由整個團體中抽選部分成員參與的作法不同，參與此節目演出的全都是隸屬於子分隊Team B的成員，是第一個分隊專屬節目。節目自2013年4月13日起，於每週六深夜25時20分播出30分鐘，並於同年6月29日完結。

## 簡介
《週六夜兒童機器》的企畫起源，可以回溯至2013年2月11日至2月13日連續播出三天，為了配合新單曲唱片《So long!》的發行而在日本電視台上播放的同名短篇電視劇，由AKB48的Team A、Team K與Team B三個分隊分別負責一天分的演出內容，並由觀眾票選出表現最好的一集。在電視劇播出之後，Team B於2月13日的《AKBINGO!》現場直播節目中贏得觀眾票選的冠軍，因而獲得分組專屬節目的權利。
企畫主軸設定為「大人時段播放的兒童節目」，節目名稱則是改編自日本電視台在1970年代的兒童節目《課程機器》（Curriculum Machine），但其實內容並不是設定給兒童收看，而是模仿兒童節目的畫面與橋段，加入大量大人才看得懂的惡搞與黑色幽默所製作出的綜藝節目。

## 主要單元
開場
節目的開場是由小嶋陽菜所扮演的「小惠」（メグたん）與搞笑藝人大水洋介配音的布偶角色「戶斗田」（あご田さん）一同負責，而「小惠」是小嶋與導演福田曾經合作過的電視劇《小惠會使用魔法嗎？》（メグたんって魔法つかえるの?）中的角色。
PARUPARU的自己做來玩（ぱるぱるさんのつくってあそぼ）
由島崎遙香扮演的「PARUPARU」與穿著著玩偶裝的大水洋介所扮演的「慢吞吞君」（ぐずぐずくん）所演出的單元。原本單元的主旨是要利用現場準備好的材料，由島崎示範如何自己動手做出常見的童玩，但實際上卻總是在現場即興發揮隨便亂做而失敗。單元的最後則會有正確的示範，做出原本計畫完成的玩具。
說故事……給你聽（おはなし…してあげる）
由柏木由紀穿著著性感的套裝與網襪作成熟女教師打扮的「由紀姊姊」朗誦童話故事的單元。雖然故事主題是「浦島太郎」「小紅帽」等知名的童話但內容卻經過改編，故事中的人物都使用成人的角度對話與思考，而變成截然不同的黑色幽默內容。
找出不對勁的地方（まちがいさがそっ!）
以短劇形式演出的喜劇單元，讓觀眾在短劇中找出三個不對勁的地方。短劇以家庭餐廳作為場景，由梅田彩佳、大場美奈與加藤玲奈三人主演，扮演「不交男友同盟」的成員。三個不對勁點之中通常有兩個很容易看出，但第三點卻是隱藏在畫面根本看不出的地方，是惡作劇的猜謎遊戲。
用身體記得現代用語（体で覚える現代用語）
由成員穿著緊身衣以做體操般的風格表演一些單字。雖然原本是兒童節目常見的單元，但因為選擇的都是一些很艱深兒童絕對無法理解的用字，利用反差感產生笑點。
大家的歌曲單元（みんなの歌コーナー）
由Team B成員演唱歌曲的單元，雖然歌曲的音樂和舞蹈風格與兒童節目中常見的唱歌單元類似，但由導演福田所撰寫的歌詞內容卻充滿著比較適合成年觀眾的諷刺或惡搞。
吶，很不可思議吧？（な? ふしぎやろ?）
渡邊美優紀的個人短片單元。其劇情是模擬渡邊的男友在夜裡到她住處拜訪、以男友的第一人稱視角所拍攝的妄想短片。雖然渡邊在短片裡常會以曖昧的口氣對著鏡頭說話讓觀眾誤會，但這其實是個在房間裡現場表演科學實驗（例如利用過冷水製造出冰筍、或是靠篩網跟水的表面張力讓倒置水杯中的水不會灑出等）的單元。節目導演福田雄一曾在其他節目中提及，在原本的節目計畫中此單元並不存在，他是在與渡邊美優紀詳談過之後突發靈感而緊急插入此追加單元。

## 演出人員
- AKB48 Team B
  - 石田晴香、市川美織、岩佐美咲、梅田彩佳、大場美奈、大家志津香、柏木由紀、片山陽加、加藤玲奈、小嶋菜月、小嶋陽菜、小森美果、島崎遙香、竹內美宥、名取稚菜、藤江麗奈（藤江れいな）、山內鈴蘭、渡邊美優紀
- 大水洋介（日语：大水洋介）（搞笑二人組「橡皮女孩（日语：ラバーガール）」成員）：擔任「戶斗田」的配音與穿著布偶裝扮演「慢吞吞君」。
- 村岡希美（日语：村岡希美）：擔任「PARUPARU的自己做來玩」單元最後的正確示範段落之旁白。

## 工作人員
- 導演、劇本：福田雄一
- 製作人：毛利忍、齋藤匠、渡邊崇土
- 企畫製作：秋元康

## 外部連結
- 《週六夜兒童機器》官方網頁（日本電視台）（日語）